# Stremme (Havel, Milow)
Die Stremme ist ein Nebenfluss der unteren Havel mit einer Länge von etwa 20 km.

## Flusslauf

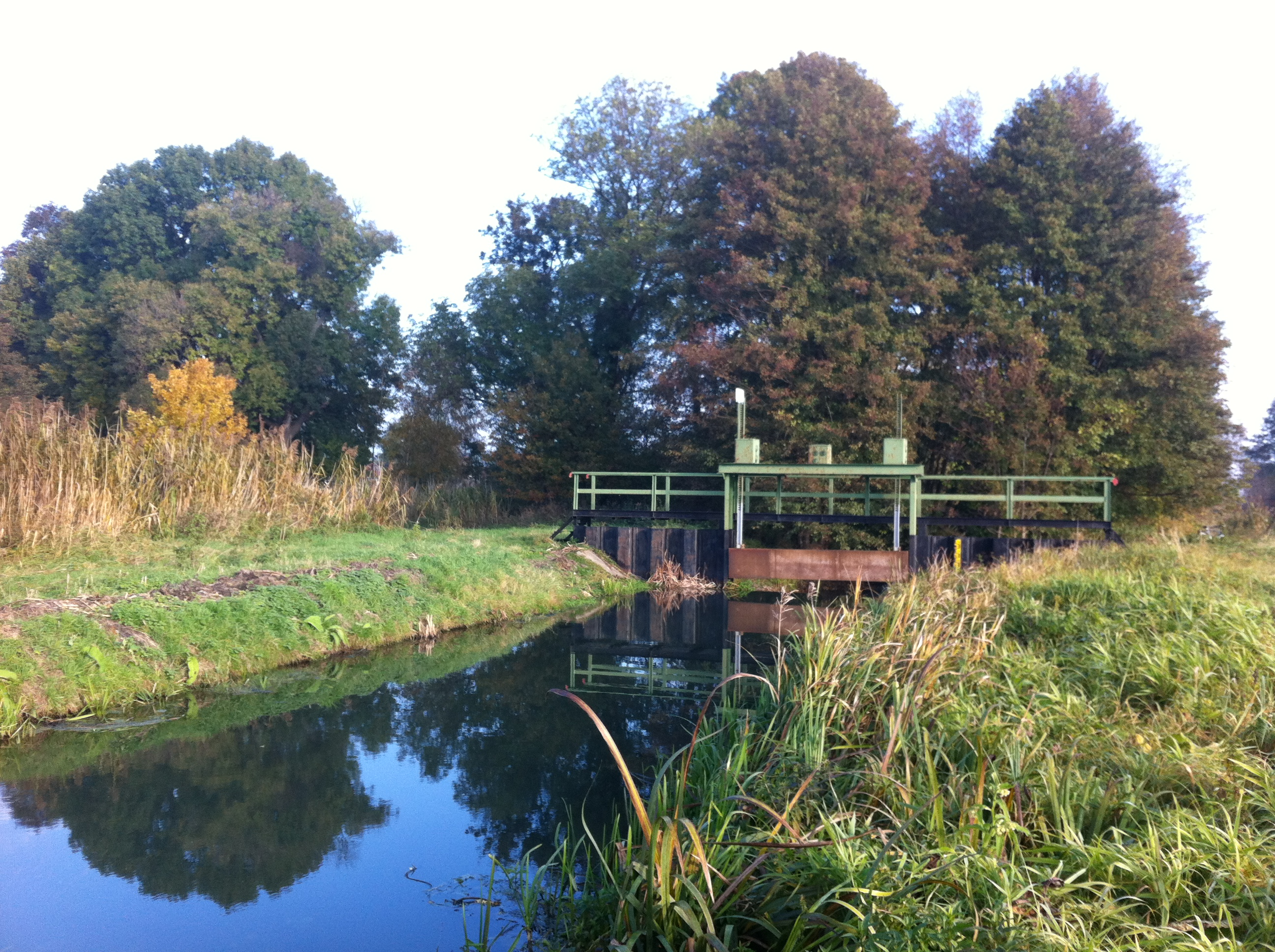
Stremme bei Neuenklitsche mit Wehranlage

Der Fluss entspringt in Sachsen-Anhalt im Landkreis Jerichower Land zwischen den Gemeinden Brettin  und Roßdorf bei Genthin.
Er mündet im Land Brandenburg bei Milow, Landkreis Havelland in die Havel. Kurz vor Einmündung in die Havel weitet sich die Stremme seenartig auf.

Zum Höhenausgleich sowie zur Regulierung des Wasserstandes befinden sich im Flusslauf mehrere Wehre, so in Roßdorf, Zabakuck, Neuenklitsche und Neudessau.

## Geschichte
Bis Mitte des 18. Jahrhunderts begann der Flusslauf der Stremme bei Seedorf (Jerichow) in unmittelbarer Nähe der Elbe. 1566 und 1595 brachen dort bei Elbehochwässern rechtsseitige Elbe-Deiche, was zu Überschwemmungen des Haveltales via Stremmetal führte.
Der erste Abschnitt der Stremme – von Seedorf bis Roßdorf – wurde Teil des ab 1743 erbauten Plauer Kanals, der heute zum Elbe-Havel-Kanal gehört. Die Stremme hatte in diesem Abschnitt viele Krümmungen und breitete sich teilweise seenartig aus.

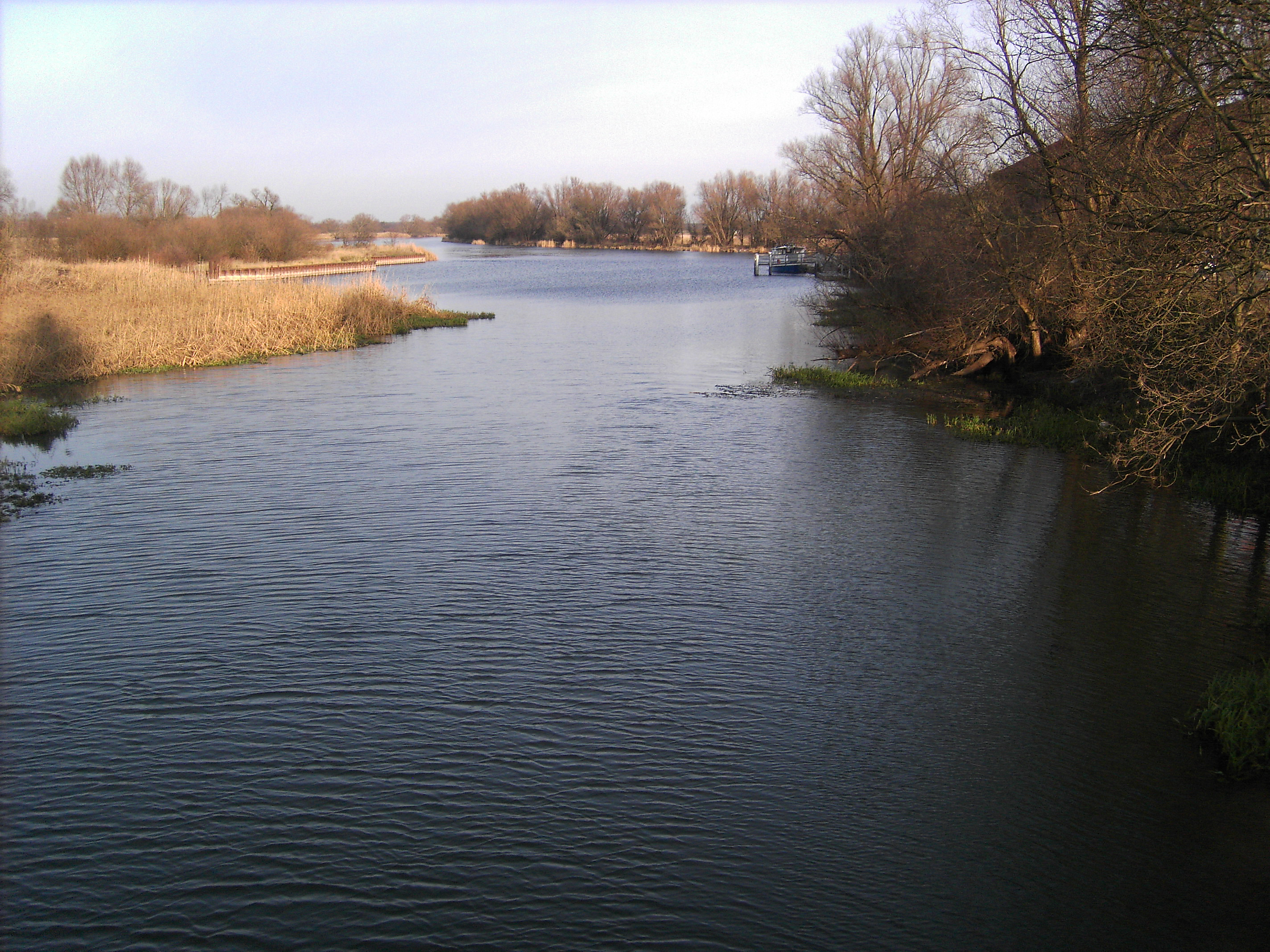
Stremme im Bereich der Mündung in die Havel bei Milow

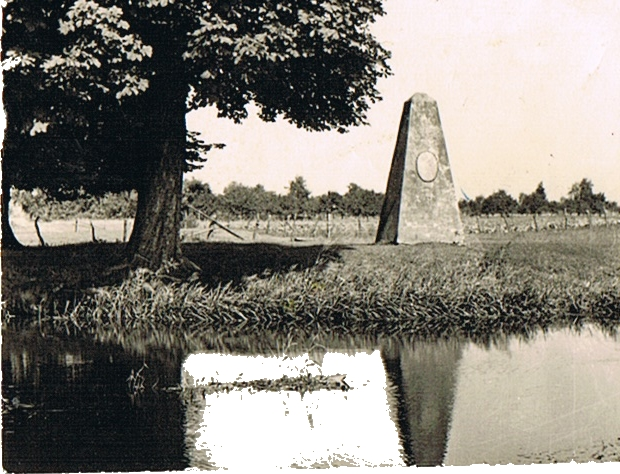

Der verbleibende Teil der Stremme wurde in den Jahren von 1780 bis 1784 reguliert und erhielt so sein heutiges Erscheinungsbild. Die von Friedrich dem Großen angeordnete Regulierung diente zum einen der Begradigung, Verbreiterung und Vertiefung des Flusses und zum anderen der Melioration des Einzugsgebietes der Stremme. So wurden im Zuge der Arbeiten mehrere Quadratkilometer Sumpfland trockengelegt und landwirtschaftlich nutzbar gemacht. Die Arbeiten wurden von Christian Karl Wilhelm von Katte, dem späteren ersten Landrat des Landkreises Jerichow II geleitet.

Im Gedenken daran ließ er um 1800 am linken Ufer der Stremme bei Neuenklitsche einen inzwischen verschwundenen Obelisken aufstellen, der die folgende Inschrift trug: 

„Im Jahre 1780 ließ Friedrich der Zweite, König von Preußen, diesen Fluss verbreitern und die Brücher urbar machen.

Chr. Karl Wilhelm von Katte.“